# 羽田五郎
羽田 五郎（はねだ ごろう）は、室町時代後期の塗師。古くは「羽門田」（はもだ）と記されている。
その実態に関しては不明な点が多いが、通常京都相国寺の法界門前に住み、足利義政の用命を受けていたとされる。当時法界門前には塗師達が集まっており、その製品は「法界門塗」と称されていたが、羽田五郎もその中の一人であったという説が取られる。しかし確実な史料を欠きながらも伝説的な側面を備えていることから、羽田五郎を江戸時代に作られた伝説的人物と見る向きが強い。
特に問題となるのは、茶器の棗は羽田が村田珠光のために作ったのが最初であるという説である。しかし棗が茶会記に登場するようになるのは武野紹鴎の没後であることから、これは信用し難い。
このため藤田美術館他に羽田五郎作の伝来を持つ古様の棗が数点現存しているものの、これらを直ちに茶器として当時に作られたものと見るわけには行かない。それよりもこれらに共通する刷毛目の立った薄手の塗り（特に五郎塗と呼ばれる）は、棗が本来日用品であった実態をうかがわせるものだろう（棗の項を参照）。
なお、端が矢筈になった黒塗りの四方盆を羽田盆と称しているが、これも羽田の創意と伝えられている。